# Сысоев, Николай Александрович
Никола́й Алекса́ндрович Сысо́ев (21 декабря 1918, Тамбовская губерния — 1 марта 2001, Москва) — русский и советский живописец. Заслуженный художник РСФСР (1983). Народный художник России (2000).

## Биография
Сын крестьянина, погибшего в Гражданскую войну. С 1931 года жил в Москве.
В 1938 году окончил Московское художественно-педагогическое училище «Памяти 1905 года» (ныне Московское государственное академическое художественное училище памяти 1905 года). Ученик К. Ф. Морозова, А. Н. Чиркова, Я. Д. Ромаса.
По рекомендации И. Э. Грабаря и С. В. Герасимова в том же 1938 году без экзаменов был принят в МГХИ им. В. И. Сурикова, который заканчивает по мастерской профессора П. Д. Покаржевского и М. Ф. Шемякина в 1948 году дипломной работой «Предатель». За отличную учёбу награждён творческой поездкой на «Академическую дачу» им И. Е. Репина и принят в Союз художников СССР.

## Творчество
.

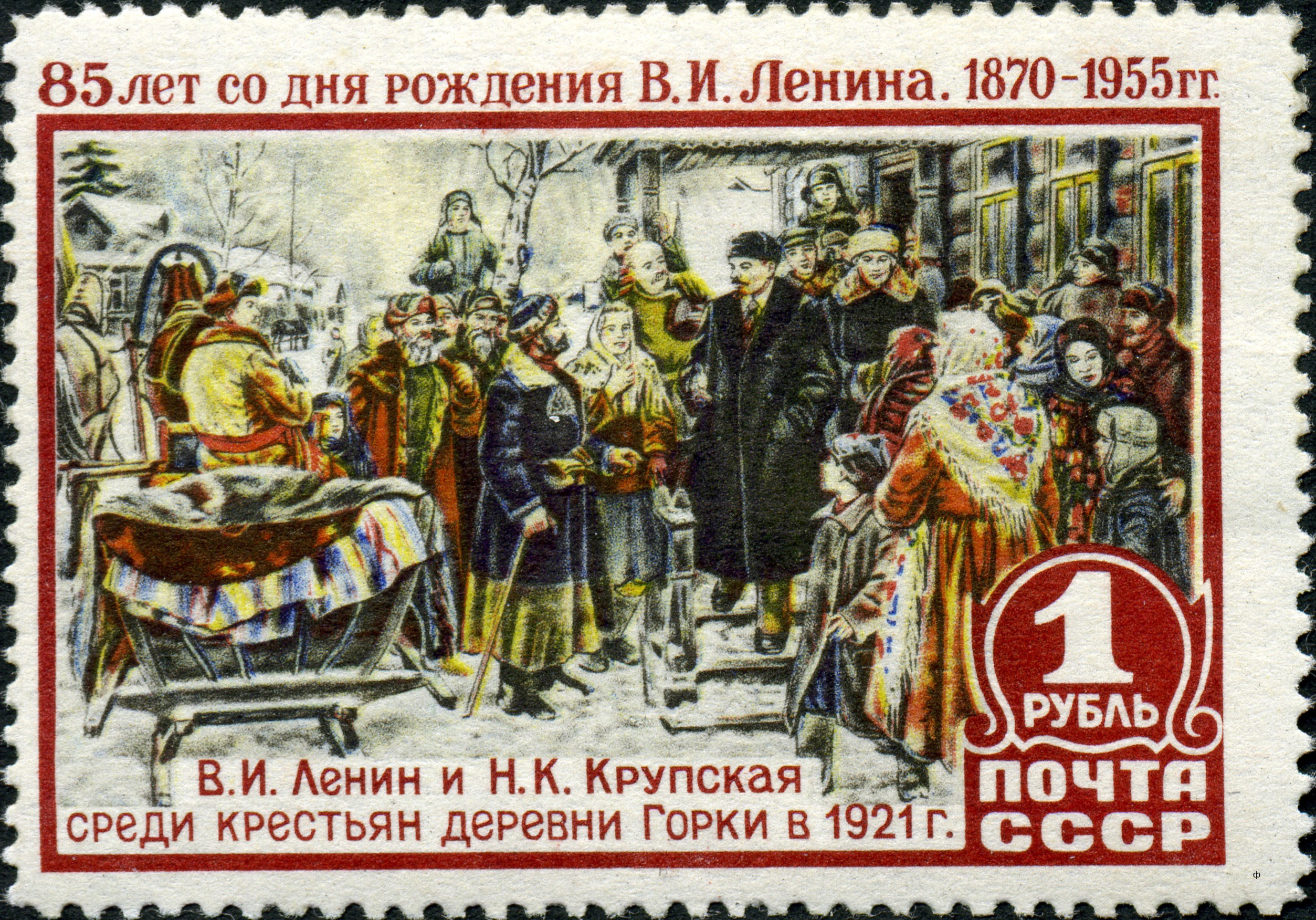
Почтовая марка СССР по картине Н. Сысоева «В. И. Ленин и Н. К. Крупская среди крестьян дер. Горки в 1921 году». 1955 г.

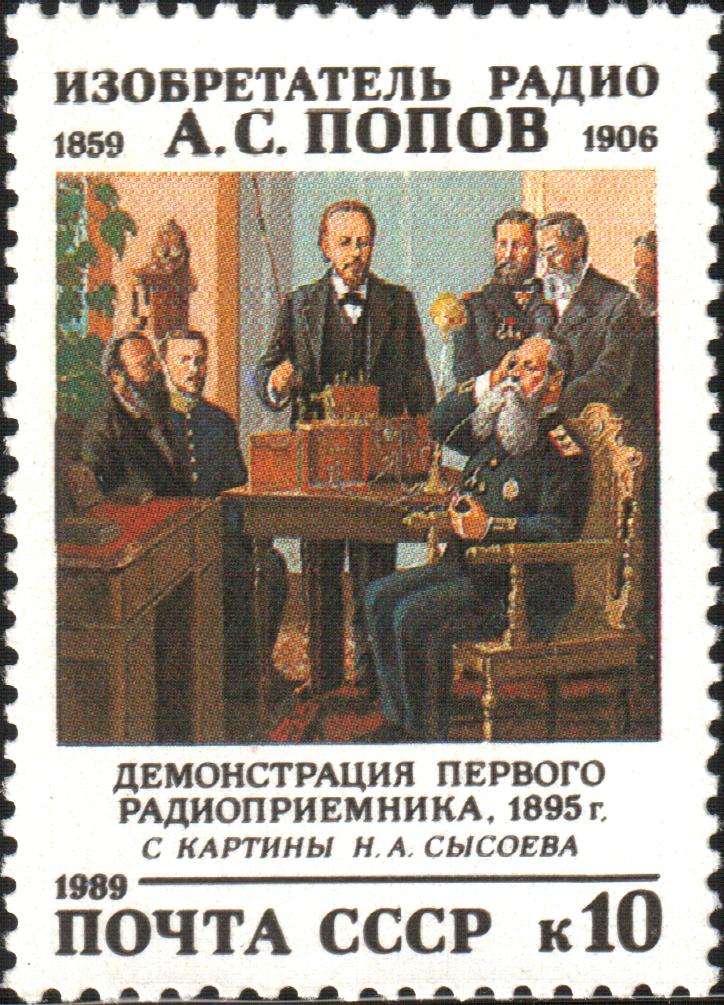
Почтовая марка СССР, посвящённая «130-летию со дня рождения А. С. Попова (1859—1906)» по картине Н. Сысоева, 1986, холст, масло, ЦМС)

Продолжатель традиций русской реалистической школы живописи.
Портретист, график, пейзажист. Автор ряда жанровых картин. Создатель картинной «ленинианы». Мастер натюрморта.
Всесоюзную известность Н. А. Сысоеву принесли работы:
- «В. И. Ленин и Н. К. Крупская среди крестьян дер. Горки в 1921 году» (1949),
- «В. И. Ленин на коммунистическом субботнике в Кремле 1 мая 1920 г.» (1960),
- «В. И. Ленин на открытии первой сельской электростанции в дер. Кашино» (1951),
- «Коллективизация»
- «Всенародный праздник» (1950),

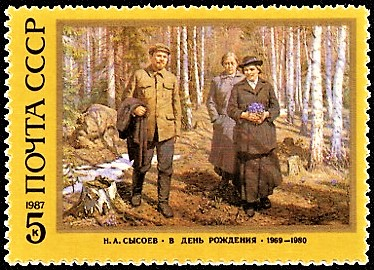
Почтовая марка СССР № 5824. 1987.Картина "В день рождения В. И. Ленина" (1960)..

- Почтовая марка СССР № 5824. 1987.Картина "В день рождения В. И. Ленина" (1960)..В день рождения. (1960),
- «Мать» (1967),
- «Всегда в работе. Л .И. Брежнев», 1981 г.

В 1987 году Н. А. Сысоев основал в посёлке Лев Толстой Липецкой области картинную галерею, которая сегодня носит имя художника.
Постоянный участник Всесоюзных, республиканских и московских художественных выставок с 1949 года. Персональные выставки художника проходили в Москве (1979, 1980, 1988, 2002), Ленинграде (1981), Твери (1981), Липецке (1990, 2001).
Картины Н. А. Сысоева хранятся в Государственной Третьяковской галерее, Государственном историческом музее, Центральном музее В. И. Ленина, Тверской картинной галерее, Тульском музее изобразительных искусств.

## Награды
- Медаль «За оборону Москвы»
- Почётное звание «Заслуженный художник РСФСР» (1983)
- Почётное звание «Народный художник Российской Федерации» (2000) — за большие заслуги в области искусства[2]